# Conraua alleni
Conraua alleni là một loài ếch trong họ Ranidae.
Nó được tìm thấy ở Bờ Biển Ngà, Guinea, Liberia, và Sierra Leone.
Các môi trường sống tự nhiên của chúng là các khu rừng ẩm ướt đất thấp nhiệt đới hoặc cận nhiệt đới, các khu rừng vùng núi ẩm nhiệt đới hoặc cận nhiệt đới, và sông. Loài này đang bị đe dọa do mất môi trường sống.